# Balanço (playground)

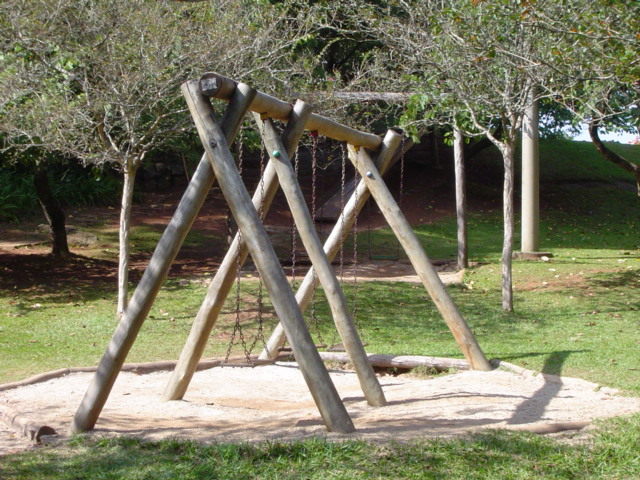
Balanço instalado em praça pública na cidade de Barueri (São Paulo).

O balanço (português brasileiro) ou baloiço (português europeu) ou retouça é um brinquedo encontrado na maioria dos parques. Conta com um assento suspenso, amarrado por cordas ou correntes em uma trave, ou em um galho de uma árvore. Este assento muitas vezes é substituído por pneus.
Este brinquedo está presente em praças de várias cidades brasileiras. Este brinquedo pode também estar presente em escolas e condomínios habitacionais.

## Galeria

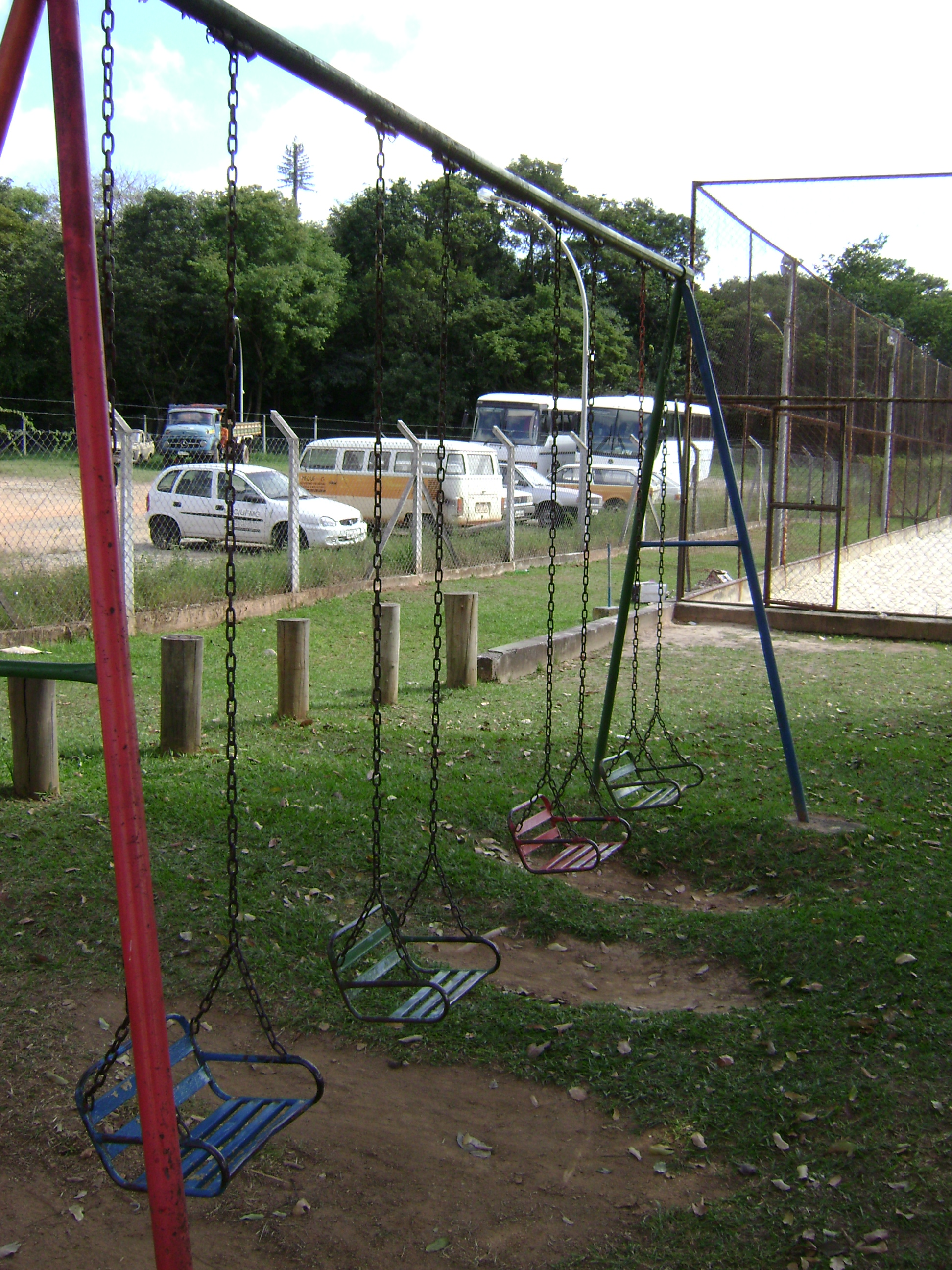
Balanço localizado dentro do campus Pampulha da Universidade Federal de Minas Gerais.

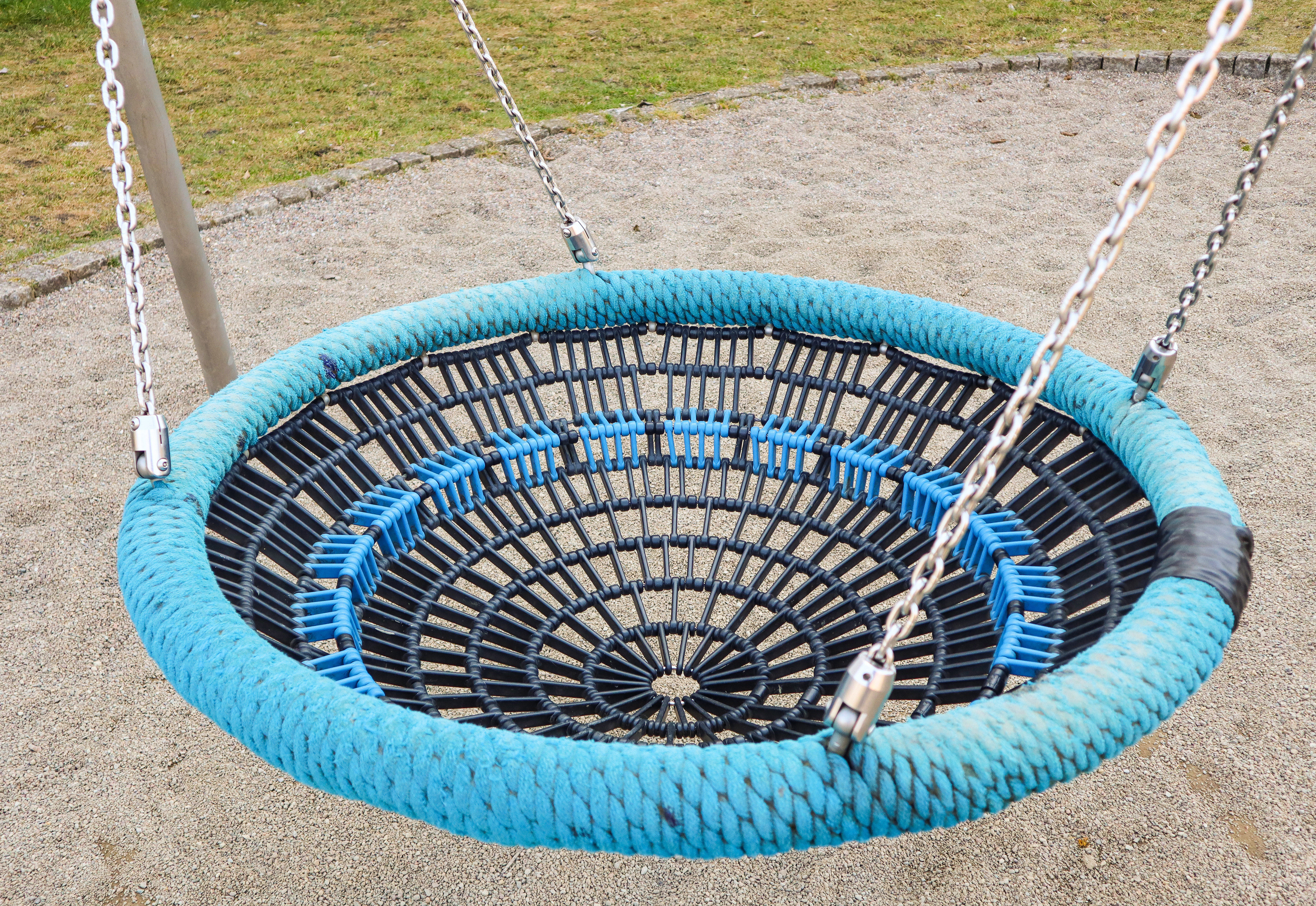
Balanço em Eberswalde, Brandemburgo, Alemanha.

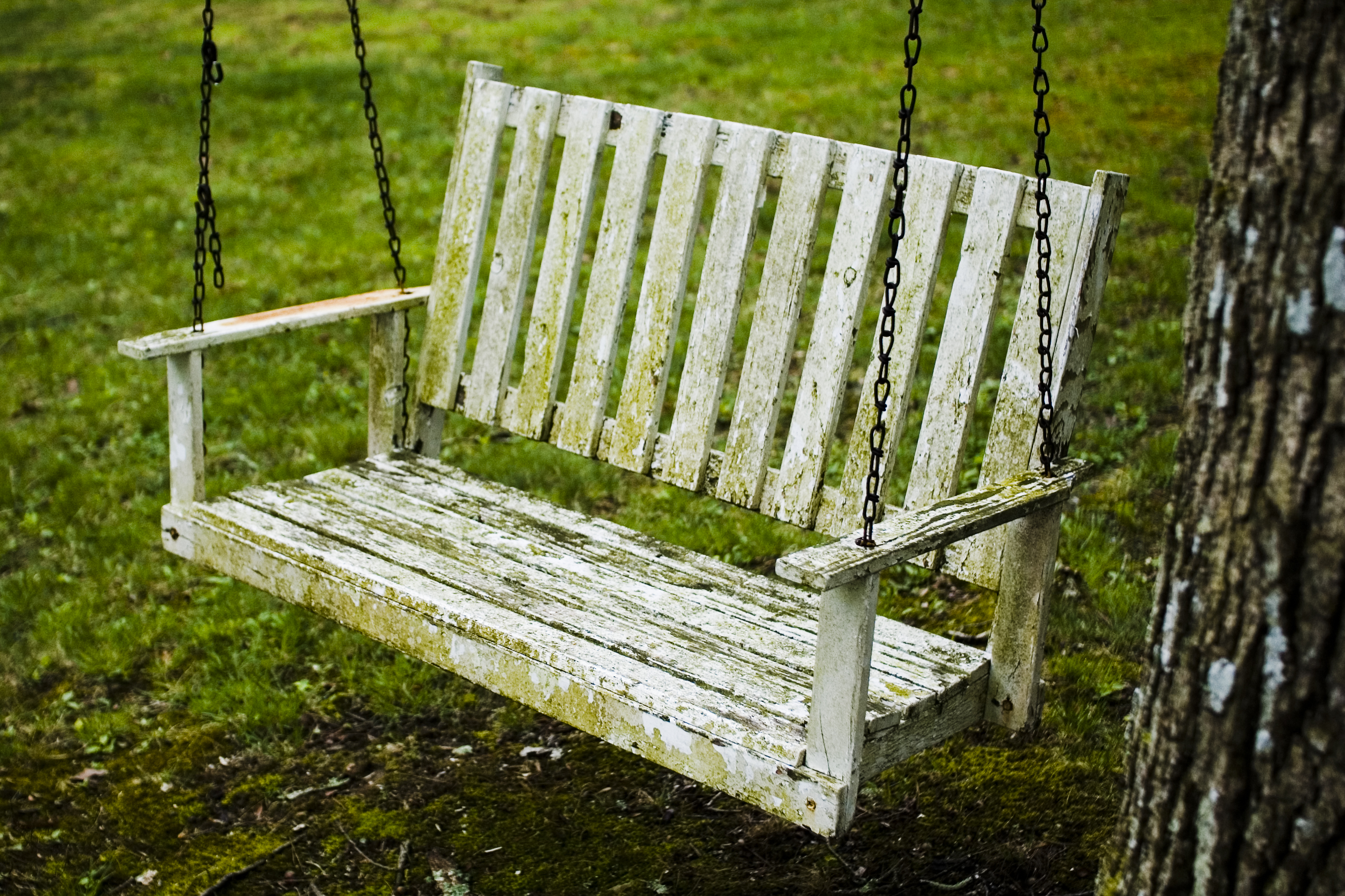
Balanço de jardim.